# ジュディケラトプス
ジュディケラトプス Judiceratops はアメリカ合衆国モンタナ州の白亜紀後期の地層から発見されたケラトプス類に属する恐竜。化石を産出したジュディスリバー累層に因む命名である。既知のカスモサウルス亜科としては最古のものとして知られる。

## 記載
ホロタイプ YPM VPPU 022404 は上眼窩角、前頭骨の一部、前前頭骨、涙骨、右鱗状骨、頭頂骨から成る不完全な頭骨である。いくつかの他の標本で同様の鱗状骨が確認されているが、いずれも極めて不完全である。
ジュディケラトプスは既知のいかなるケラトプス類にも見られない個性的な特徴の組み合わせをもっている。そのフリルを構成する頭頂骨の縁は広いアーチを描くような形状で、とても低く丸みを帯びたホーンレットが備わっている。対してフリルの横側を成す鱗状骨の縁はとても大きく鋭く、フリルの前側に向かって伸びる。頭頂骨とそれに付属するホーンレットはケラトプス類の同定において非常に重要である。
上眼窩角は標準的な長さであるが、前方かつ外側に向かって伸びている点では珍しい。
また、ジュディケラトプスは既知のカスモサウルス亜科の中で発見された地層が最も古く、最古のカスモサウルス亜科ということにおいて重要である。

## 発見
ジュディケラトプスのホロタイプ YPM VPPU 022404 はモンタナ州ヒル群のジュディスリバー累層で発見された。その地層は白亜紀後期カンパニアン期中頃（約7800万年前頃）の化石を保存しており、茶色あるいは緑色の泥岩と黄褐色の砂岩 から成る。標本はイェールピーボディー博物館に所蔵されている。

## 古環境

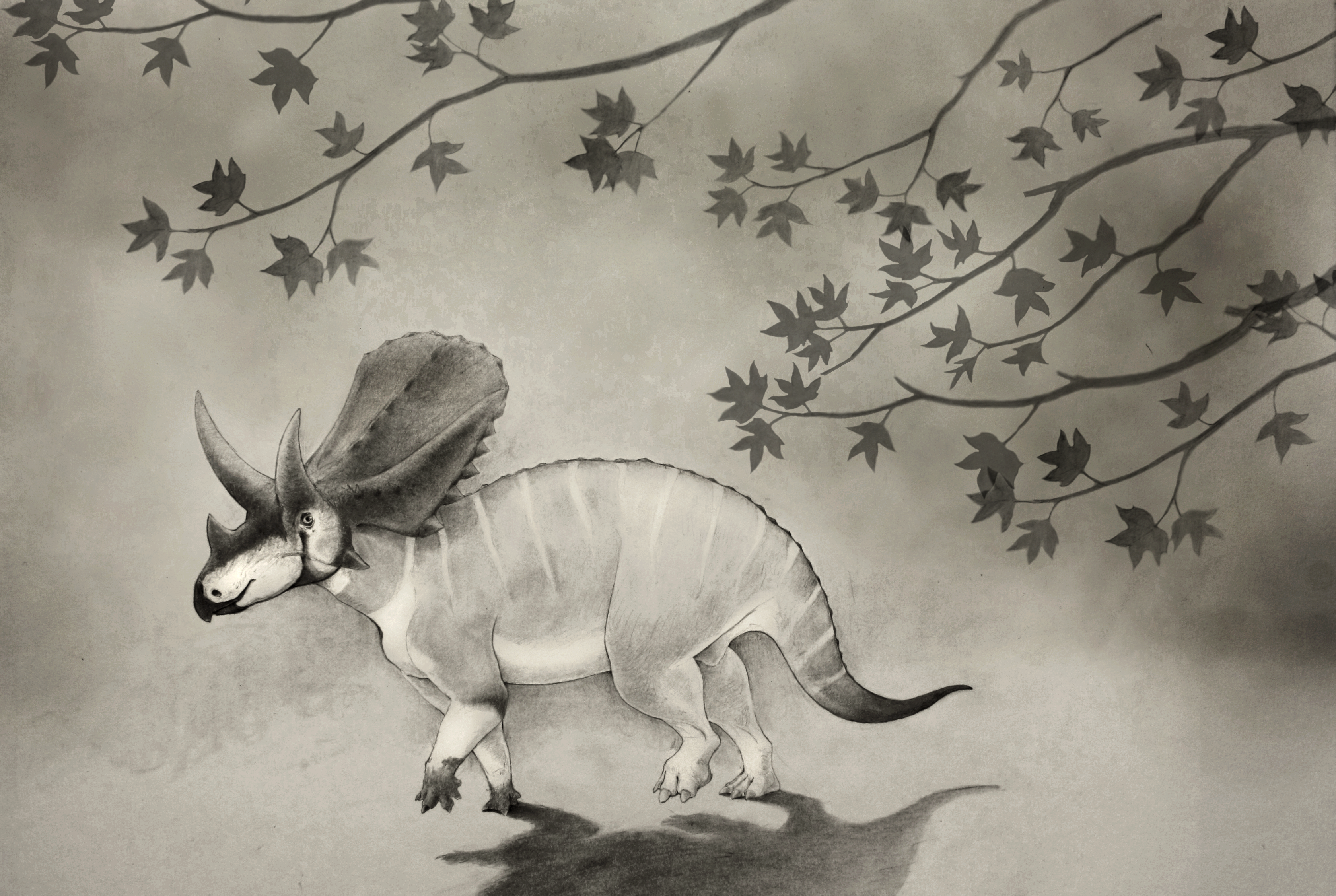
ジュディケラトプス・ティグリス

ジュディケラトプスは硬骨魚類、両生類、 コリストデラ、 チャンプソサウルス, ブラキロフォサウルス・カナデンシスのようなハドロサウルス類 、パキケファロサウルス類のコレピオケファレ、獣脚類のドロマエオサウルス、ゴルゴサウルス、ステノニコサウルス、そしてアルベルタケラトプスやアヴァケラトプスといった他のケラトプス類等と共存していた。